# Reserva de Tsarichina
La reserva de la biosfera de Tsarichina ocupa una superficie de 3.418,7 hectáreas toda ella calificada como "Zona Núcleo". Se encuentra en las vertientes septentrionales de los Balcanes centrales, en la región de Lovech (Bulgaria). Su ecosistema principal son los sistemas montañosos, ya que la altitud de esta reserva va desde los 900 hasta los 2.200 m s. n. m. Su principal hábitat son los bosques y las praderas subalpinas.
La reserva natural se creó en el año 1949. En 1977 fue declarada reserva de la biosfera. Dos son los tipos de bosque que pueden verse en esta reserva. Por un lado hay bosques de haya y abeto plateado; por otro, bosques de pinos, predominando el pino macedonio (un 20% de la superficie de la reserva) y la picea. El pino macedonio es una especie relicta que proviene del Terciario y tiene aquí su hábitat más septentrional en Europa. 
En cuanto a la fauna, los mamíferos son las especies típicas de los montes búlgaros: oso pardo, ciervo europeo, común o venado, corzo y jabalí. 
Más de 60 especies de aves viven en la reserva de la biosfera, como el búho real, el grévol, el pito negro, el pico dorsiblanco y el piquituerto común. 
En el pasado, los pastores quemaban los bosques de pino macedonio y de piceas para agrandar sus zonas de pastos, pero a lo largo de los últimos 50 a 70 años el bosque se ha regenerado de manera natural. Antes de la creación de la reserva de la biosfera, se hizo tala selectiva de bosques de haya. Hoy, todas las actividades turísticas y económicas están prohibidas en el área que está escasamente poblada. La reserva de la biosfera está actualmente bajo revisión. 